# Shadow Zone
Shadow Zone (рус. Теневая зона) — третий студийный альбом метал-группы Static-X, выпущенный 7 октября 2003 года. Альбом занял 20 строчку в Billboard 200.

## Об альбоме
Shadow Zone первый альбом, в котором гитарист Трипп Эйзен помогал сочинять и записывать лирику и музыку. Чтобы сделать студийную запись альбома был приглашен барабанщик Джош Фриз, так как перед самым началом записи Shadow Zone, Кен Джей покинул группу, из-за музыкальных и политических разногласий с другими участниками. Позже к группе присоединился Ник Оширо, бывший участник южноафриканской группы Seether, после концертных выступлений он был окончательно отобран в качестве нового и постоянного барабанщика Static-X. Ульрих Уайлд на этот раз занимался сведением записи, а новым продюсером группы стал Джош Абрахам. Под его руководством группа обогатила свою музыку элементами грув-метала. По словам музыкантов, оставаясь верными своему фирменному стилю, они опробовали на этом альбоме новые приёмы, коснувшиеся как композиции, так и процесса записи.

Диск назвали самой сильной вещью за всю историю группы. 
Я совсем не могу сравнить этот альбом с двумя другими, потому что это была абсолютно другая по звучанию работа,
 — говорит Уэйн Статик о Shadow Zone. Трипп присоединился к нам на этот раз, и это первый раз, когда я имел дело с партнером, пишущим песни. Это было в новинку для меня, потому что он написал некоторые из песен, и все они вошли в альбом.

## Написание и запись
Работа над пластинкой началась в 2002 году, и продлилась примерно год. Написание песен началось ещё во время туров в поддержку второго альбома Machine. В марте 2002 группа начала репетировать новые песни для альбома, а в дальнейшем демо песен будут записаны в домашней студии Уэйна Статика в Бербанке, Калифорния. Позже стало известно, что демо звучали не так, как можно услышать в итоговом варианте.

## DVD-версия
Shadow Zone также доступен на DVD, который называется X-Posed. DVD произведён Троем Уоллосом из Speedway Films и срежиссирован Атом Ротхлейном.

## Список композиций
| №                   | Название            | Длительность |
| ------------------- | ------------------- | ------------ |
| 1.                  | «Destroy All»       | 2:18         |
| 2.                  | «Control It»        | 3:05         |
| 3.                  | «New Pain»          | 2:57         |
| 4.                  | «Shadow Zone»       | 3:05         |
| 5.                  | «Dead World»        | 2:47         |
| 6.                  | «Monster»           | 2:14         |
| 7.                  | «The Only»          | 2:51         |
| 8.                  | «Kill Your Idols»   | 4:00         |
| 9.                  | «All In Wait»       | 4:01         |
| 10.                 | «Otsegolectric»     | 2:39         |
| 11.                 | «So»                | 3:40         |
| 12.                 | «Transmission»      | 1:38         |
| 13.                 | «Invincible»        | 4:05         |
| Общая длительность: | Общая длительность: | 39:26        |

Бонус треки
| №   | Название                                                               | Длительность |
| --- | ---------------------------------------------------------------------- | ------------ |
| 14. | «Gimme Gimme Shock Treatment (Японская версия) — 2:03 (кавер Ramones)» |              |

## Чарты
| Чарт (2003)         | Место |
| ------------------- | ----- |
| French Albums Chart | 110   |
| German Albums Chart | 79    |
| UK Albums Chart     | 113   |
| The Billboard 200   | 20    |

| Песня      | Чарт (2003)                | Место |
| ---------- | -------------------------- | ----- |
| «The Only» | Hot Mainstream Rock Tracks | 22    |
| «So»       | Hot Mainstream Rock Tracks | 37    |

## Участники записи
- Static-X
  - Уэйн Статик — вокал, ритм-гитара, клавиши, программирование
  - Тони Кампос — бас-гитара, бэк-вокал
  - Трипп Эйзен — соло-гитара
  - Ник Оширо — (live) ударные инструменты
- Ульрих Уайлд — микширование
- Джош Фриз — (в студии) ударные инструменты
- Том Уэлли — исполнительный продюсер
- Джош Абрахам — продюсер
- Стивен Гилмор — оформление альбома
- Райн Уилльямс — инженер